# آن سميث (لاعبة كرة قدم)
آن سميث (بالإنجليزية: Anne Smith)‏ هي لاعبة كرة قدم نيوزيلندية، ولدت في 27 سبتمبر 1951 في نيوزيلندا. شاركت مع منتخب نيوزيلندا لكرة القدم للسيدات.

## وصلات خارجية
- آن سميث على موقع الاتحاد الدولي (مؤرشف)  (الإنجليزية)